# Antonio María Rouco Varela
Antonio María Rouco Varela (Vilalba, Lugo, 20 de agosto de 1936) é um cardeal católico espanhol. É o atual Arcebispo emérito de Madrid.

## Biografia

### Vida Familiar e Académica
Rouco Varela nasceu em Vilalba, filho de Vicente Rouco e María Eugenia Varela. Tem quatro irmãos: Visitación, Jose, Manuel e Eugenia. Estudou no Seminário em Mondoñedo e na Universidade Pontifícia de Salamanca (1954-1958), onde se licenciou em Teologia. Foi ordenado padre pelo bispo Francisco Barbado y Viejo O.P., a 28 de março de 1959, na Catedral Velha de Salamanca. Celebrou missa nova na igreja paroquial de Santa Maria de Vilalba. Prosseguiu os estudos na Universidade de Munique, doutorando-se em Direito Canónico no ano de 1964, com uma tese sobre a relação entre a Igreja e Espanha durante o século XVI. Leccionou Teologia Fundamental, Direito Canónico e Direito Eclesiástico no Seminário de Mondoñedo entre 1964 e 1966 e foi Professor Adjunto no Instituto de Direito Canónico da Universidade de Munique entre 1966 e 1969. A partir deste último ano, passa a fazer parte do corpo docente da Universidade Pontifícia de Salamanca, como Professor de Direito Público Eclesiástico até 1971, quando é promovido a Catedrático de Direito Canónico Fundamental. Em 1972 é nomeado vice-reitor.

### Episcopado
Em 1976 foi nomeado bispo auxiliar de Santiago de Compostela e bispo titular de Gergis. Posteriormente foi nomeado Arcebispo de Santiago de Compostela em 1984 e foi nesta condição que acolheu as Jornadas Mundiais da Juventude de 1989 na sua arquidiocese. Cinco anos depois foi nomeado Arcebispo de Madrid.

### Cardinalato

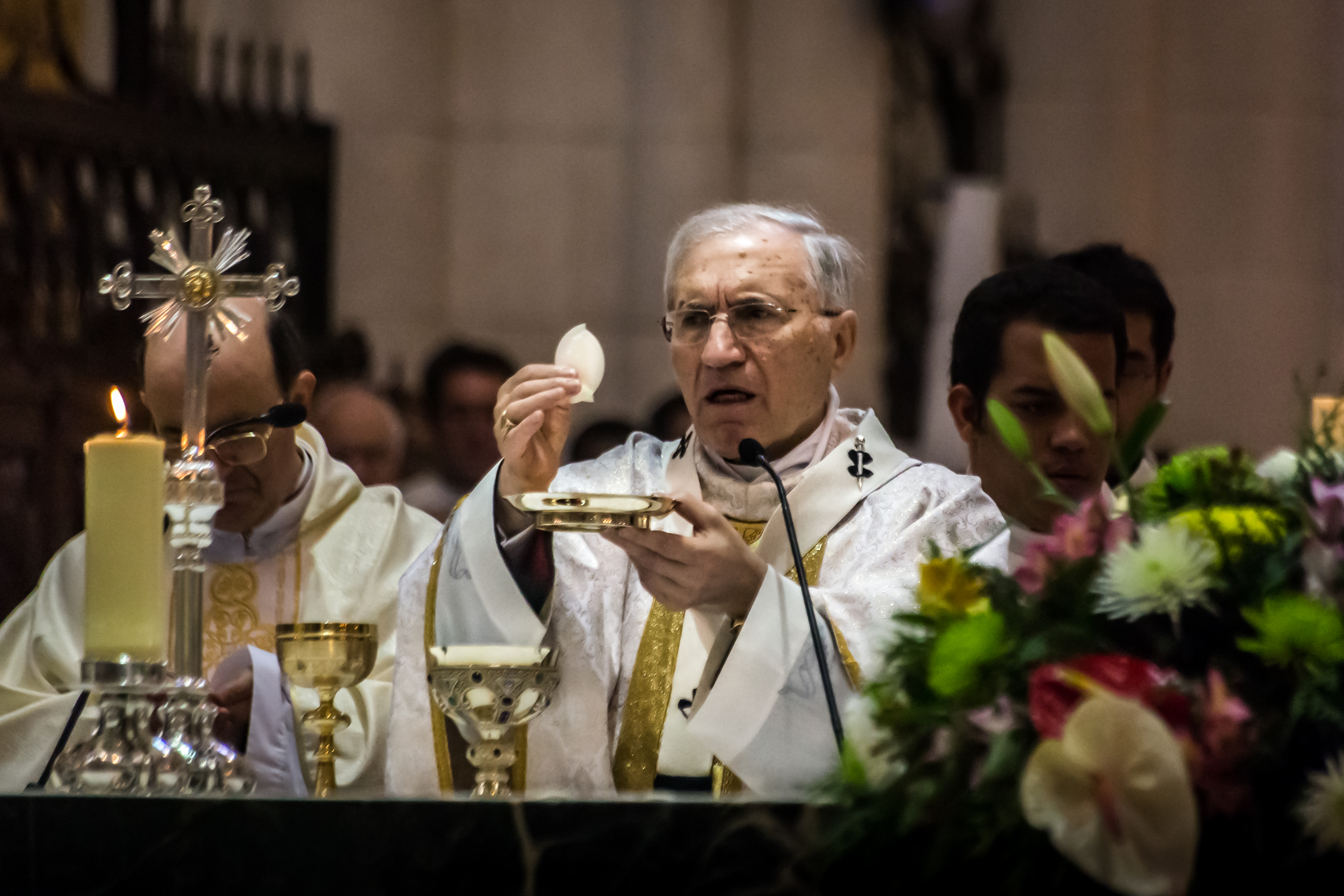
Dom Rouco Varela consagrando uma hóstia.

Foi criado cardeal no Consistório Ordinário Público de 1998 pelo Papa João Paulo II, com o título de Cardeal-presbítero de S. Lorenzo in Damaso. Foi presidente da Conferência Episcopal Espanhola entre 1999 e 2005 durante dois mandatos. A 4 de março de 2008 foi reeleito pela terceira vez como presidente da Conferência Episcopal. No ano de 2011 foi novamente reconduzido no cargo durante a assembleia plenária da conferência episcopal e acolheu as Jornadas Mundiais da Juventude em Madrid.
O Papa Francisco aceitou sua renúncia ao governo pastoral da arquidiocese de Madri, em conformidade com o cânon 401, § 1, do Código de Direito Canônico, em 28 de agosto de 2014. Para sucedê-lo, o papa nomeou Carlos Osoro Sierra, até então arcebispo de Valência. Foi administrador apostólico da arquidiocese de Madri até a instalação de seu sucessor em 25 de outubro de 2014 em uma cerimônia solene que teve lugar na Catedral Metropolitana de Santa María la Real de la Almudena.

#### Conclaves
- Conclave de 2005 - participou da eleição do Papa Bento XVI
- Conclave de 2013 - participou da eleição do Papa Francisco